# بخش هوگل
بخش هوگل (به انگلیسی: Hooghly district) یک منطقهٔ مسکونی در هند است که در بخش بوردوان واقع شده‌است. بخش هوگل ۳٬۱۴۹ کیلومتر مربع مساحت و ۵٬۵۱۹٬۱۴۵ نفر جمعیت دارد.